# 카지아도현

카지아도현

카지아도현(Kajiado County)은 케냐를 구성하는 47개 현 가운데 하나로 현도는 카지아도이며 면적은 21,292.7km2, 인구는 687,312명(2009년 기준)이다. 2013년에 실시된 행정 구역 개편에 따라 리프트밸리주에서 분리되어 신설되었다. 서쪽으로는 나로크현, 북서쪽으로는 나쿠루현, 북쪽으로는 키암부현과 나이로비현, 북동쪽으로는 마차코스현, 동쪽으로는 마쿠에니현, 남동쪽으로는 타이타타베타현과 접하며 남쪽으로는 탄자니아와 국경을 접한다.

## 인구
| 연도    | 인구      | ±%     |
| ------- | --------- | ------ |
| 1979    | 149,005   | —      |
| 1989    | 258,659   | +73.6% |
| 1999    | 406,054   | +57.0% |
| 2009    | 687,312   | +69.3% |
| 2019    | 1,117,840 | +62.6% |
| source: |           |        |

## 같이 보기
- 마차코스현
- 마쿠에니현
- 키암부현
- 나쿠루현
- 나로크현